# Хртковци
Хрковици (венг. Herkóca) — поселение в общине Рума округа Срем в Республике Сербия. Расстояние до города Рума составляет 17 километров. По данным переписи 2011 года, в поселении насчитывалось 3036 жителей.
В Хртковцах, помимо православной церкви, построенной в конце XX века, есть католическая церковь Святого Климента, которая является памятником культуры большого значения.
1. ↑  http://web.archive.org/web/20160530172604/http://www.rgz.gov.rs/upload/web/Spisak%20KO-20150521.zip (серб.) — Republicki geodetski zavod.